# Mar (Portugal)
Mar is een plaats (freguesia) in de Portugese gemeente Esposende en telt 1381 inwoners (2001).